# Dodge Special
Der Dodge Special (oder auch: Dodge DS-Serie) war ein PKW der Firma Dodge in Detroit, der als ein Nachfolger der DP-Serie im Januar 1934 vorgestellt wurde.
Der Wagen hatte – wie seine Schwestermodelle Dodge Standard, und Dodge Deluxe – einen seitengesteuerten Sechszylinder-Reihenmotor mit 3569 cm³, der 87 bhp (64 kW) bei 3600/min. leistete. Einscheiben-Trockenkupplung, Dreiganggetriebe und Hinterradantrieb hatte auch dieses Fahrzeug. Der Radstand des Fahrgestells betrug 3073 mm. Als Aufbauten wurden eine viertürige Aero-Brougham-Limousine und ein viertüriges Aero-Brougham-Cabriolet geliefert. Wie damals üblich, gab es auch Fahrgestelle mit allen mechanischen Komponenten, die kundenseitig an Karosseriebaubetriebe vergeben wurden, die sie mit Spezialaufbauten versahen.
Nachfolger des vorgenannten Dreigestirns war ab Januar 1935 der Dodge New Value.